# Église Saint-Jacques de Bellebat
Pour les articles homonymes, voir Église Saint-Jacques.
L'église Saint-Jacques est une église catholique située dans la commune de Bellebat, dans le département de la Gironde, en France.

## Localisation
L'église, orientée d'environ 10° vers le sud-est, se trouve sur une esplanade dans l'ouest du village.

## Historique
La paroisse apparaît dès la fin du XIe siècle dans le cartulaire de l'abbaye de La Sauve-Majeure quand l'église devient prieuré de cette abbaye. Sans doute cette église est-elle plus ancienne, du VIIIe ou du IXe siècle si l'on se réfère à son premier patron saint Christophe, un saint très populaire au haut Moyen Âge (depuis la fin du XVIIIe siècle, l'église a changé de saint protecteur en adoptant saint Jacques.)
Le bâtiment actuel fut construit au cours de la deuxième moitié du XIe siècle. Son plan est très simple : une nef allongée d'un seul vaisseau, séparée du chœur par une marche. L'abside est voûtée en cul-de-four et le sanctuaire est pourvu d'une voûte en berceau reposant sur quatre piliers à colonnes engagées. Les décors géométriques des chapiteaux, comme ceux des bases des colonnes, sont romans. Les deux baies cintrées sur les côtés sud et est datent de cette époque aussi. La baie axiale, plus ébrasée à l'extérieur, appartient au XIIe siècle.
Aux XIVe, XVe et XVIe siècles, l'église subit des remaniements lors de la guerre de Cent Ans ou des guerres de Religion. Le bâtiment est fortifié : l'abside a été exhaussée avec une bretèche et au XIXe siècle la toiture a été rabaissée et la bretèche enlevée, dont subsistent seulement les consoles sur le mur nord.
La nef et la façade actuelles sont datées par Léo Drouyn de l'époque gothique, mais des études récentes {{incise dont une comparaison du passage de pierres de taille aux petits moellons avec les églises romanes de Saint-Genis-du-Bois et de Frontenac}} tendent à démontrer que cette partie de l'église serait contemporaine de l'abside.
La croix de cimetière possède un socle du XVIe siècle ; la croix elle-même date du XVIIIe siècle.
La façade de l'église est couronnée d'un clocher-mur à deux arcades, avec deux cloches. La plus petite date de 1554 et est classée monument historique au titre objet. Elle porte l'inscription CE FU FAICT LAN MIL VC L IIII POUR NOTRE DAME DAMBES. La plus grande a été commandée en 1876 au fondeur Antonin Vauthier de Saint-Émilion.

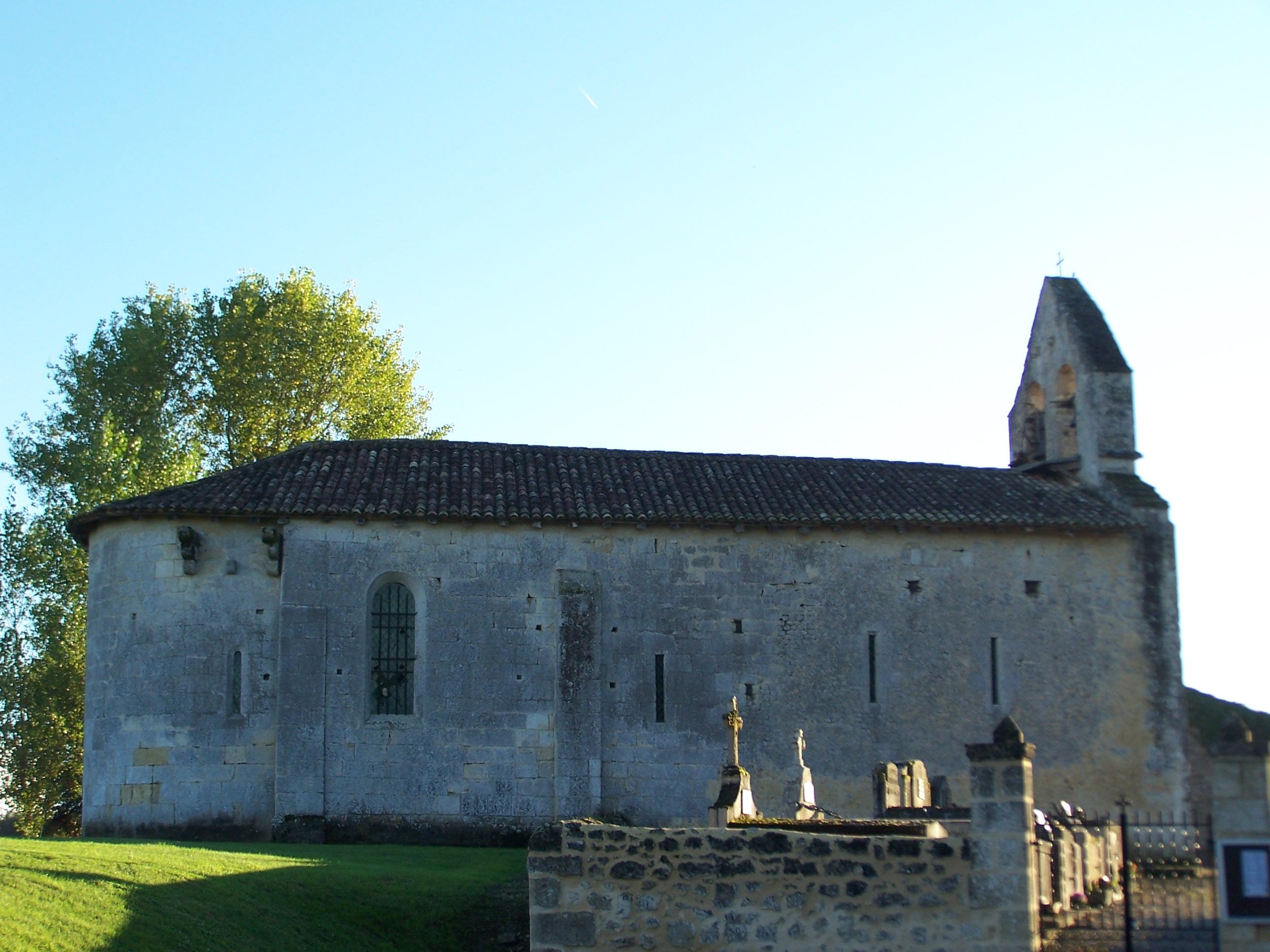
Vue nord.
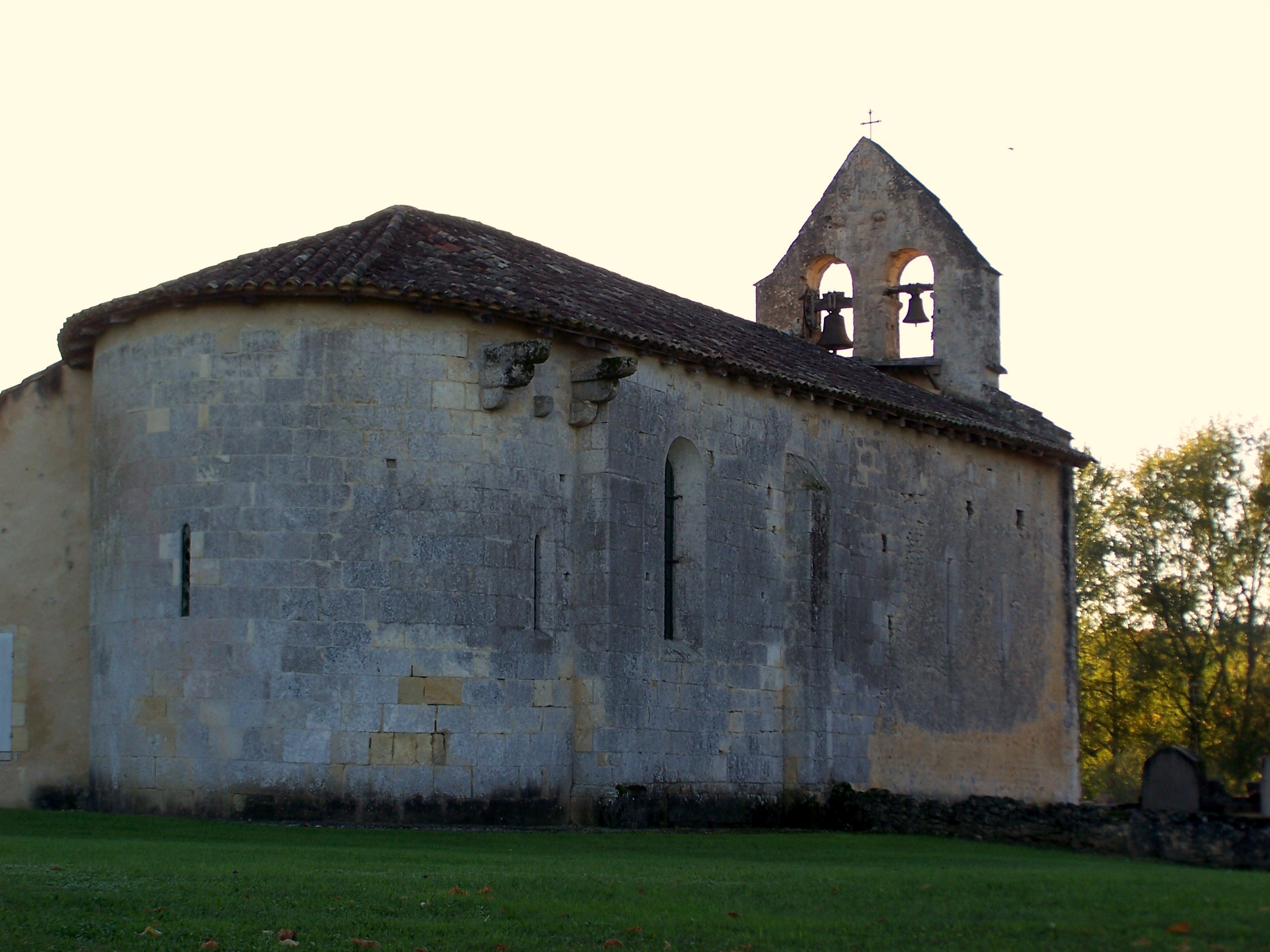
Vue nord-est.
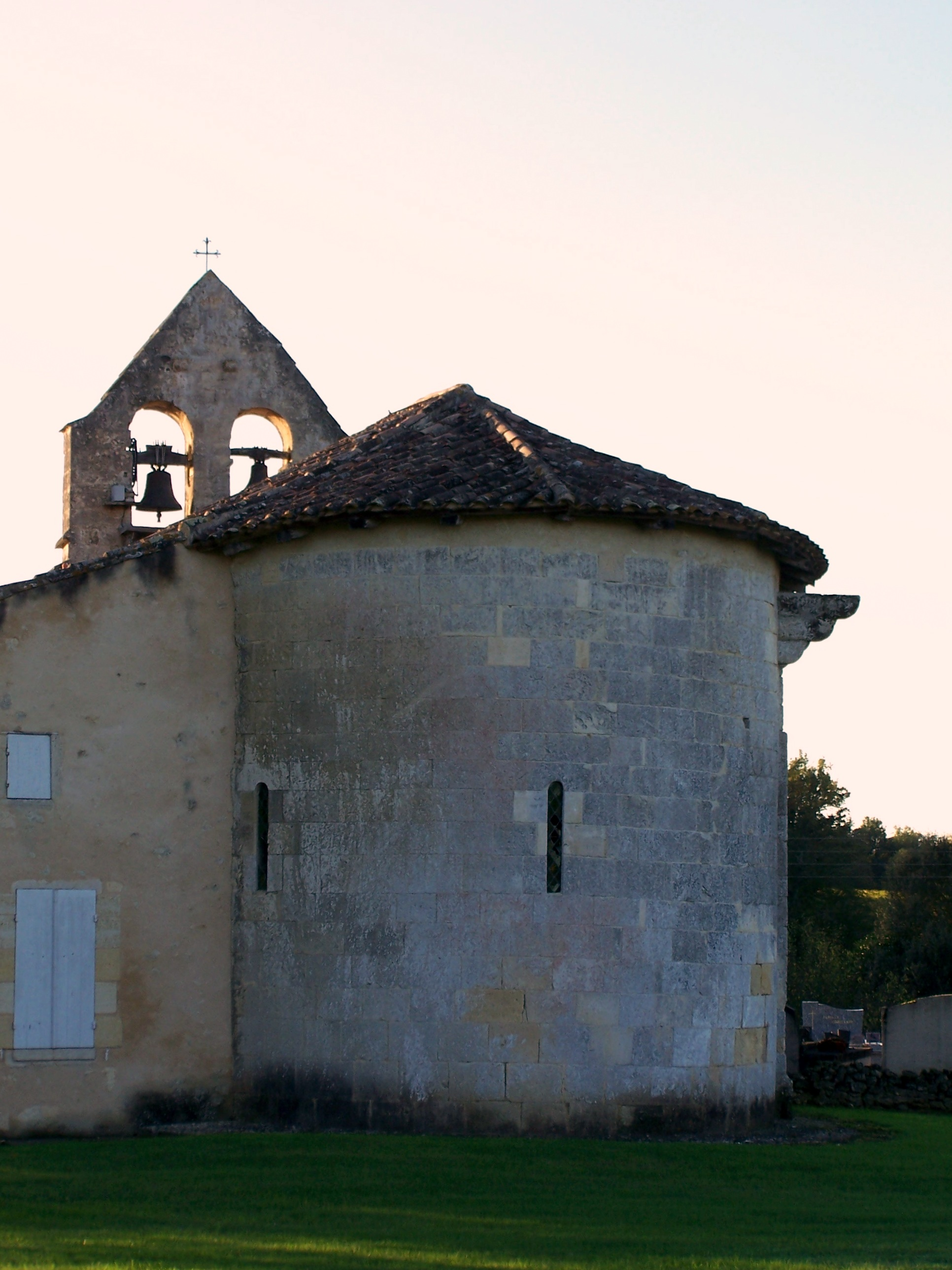
Le chevet.
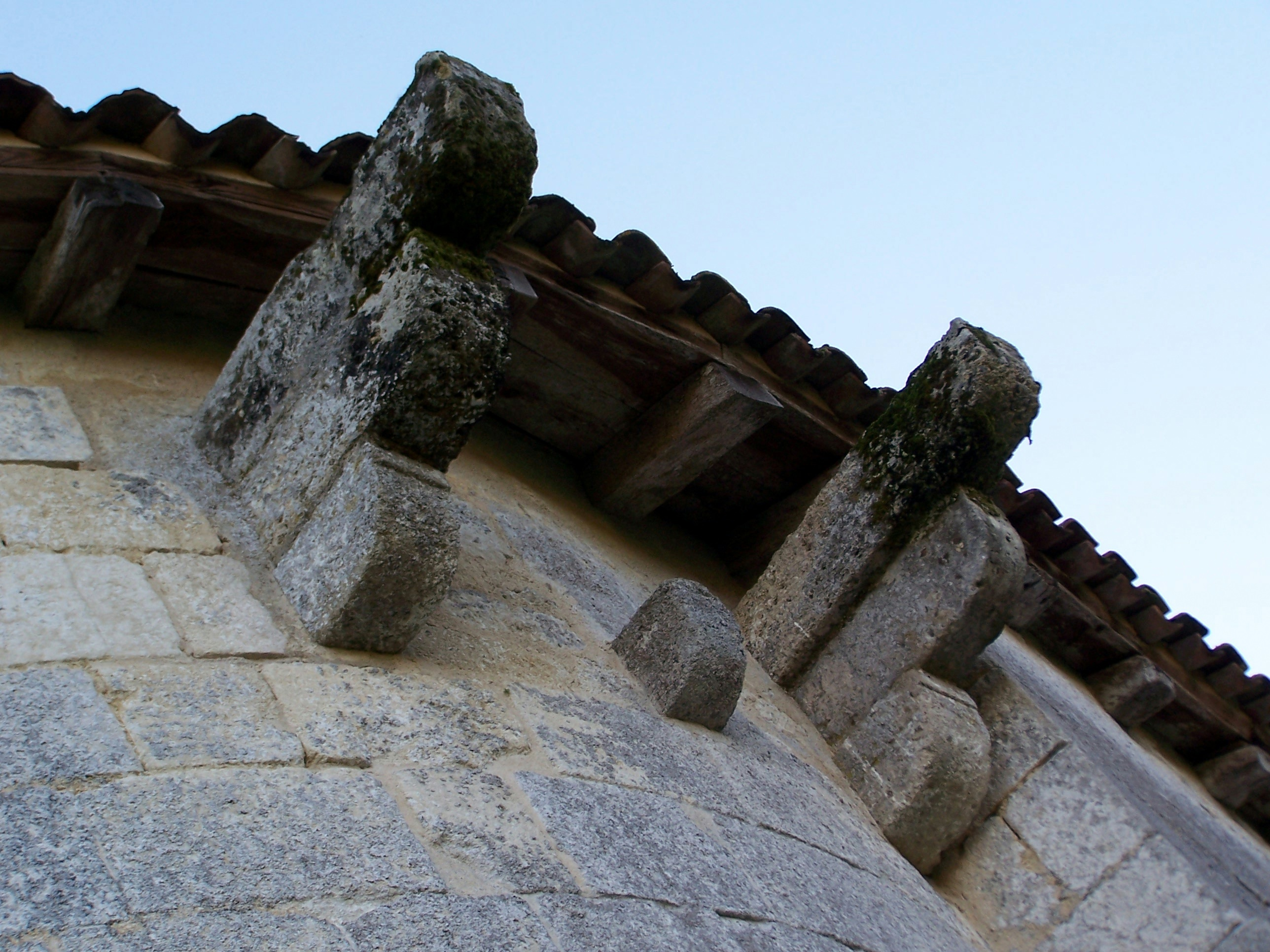
Vestiges de la bretèche.
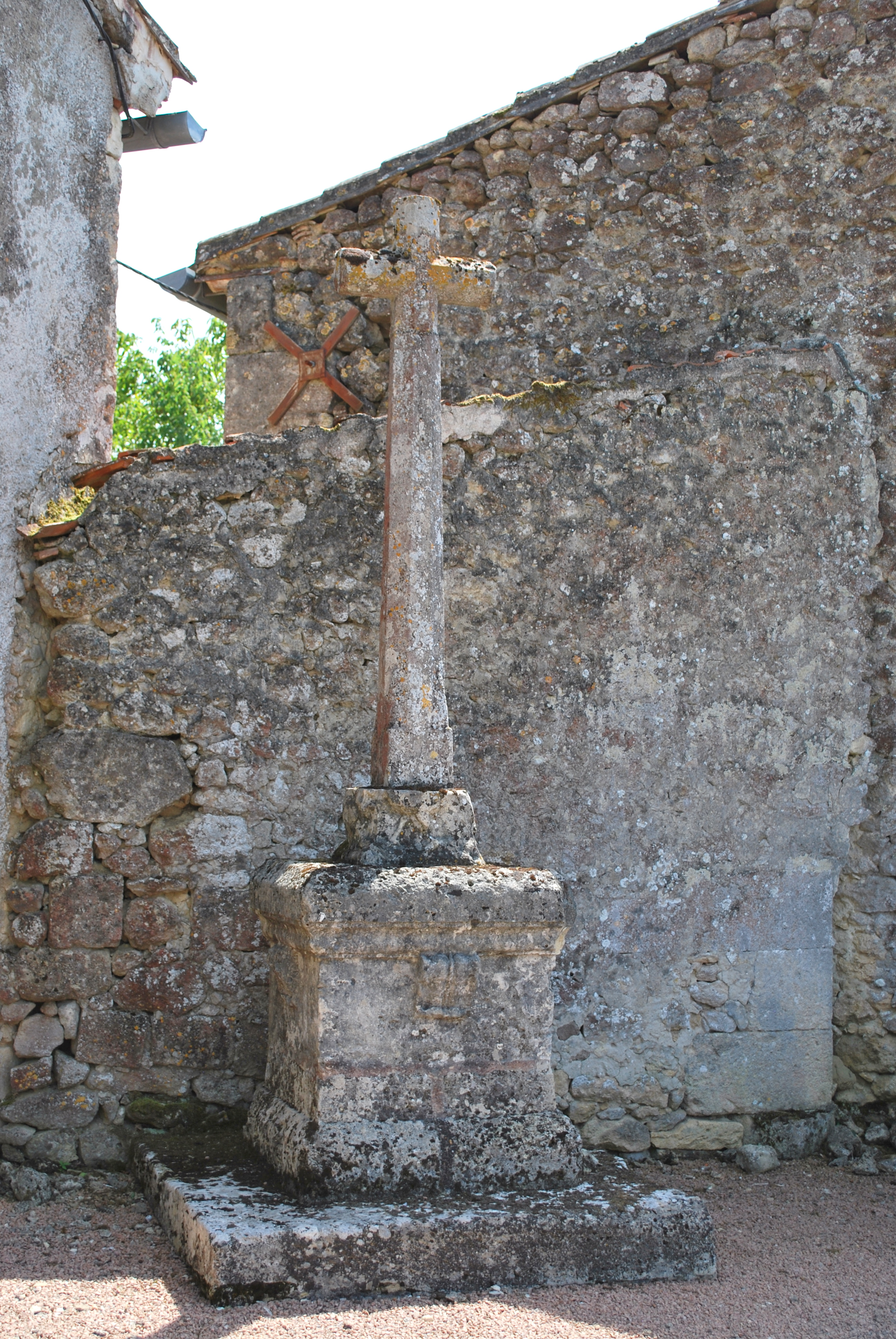
Croix de cimetière.

On trouve, au-dessus du portail, une pierre rectangulaire décorée en bas-relief, datable du XIIIe siècle, classée monument historique au titre objet. À l'intérieur d'un cercle, est sculptée une Crucifixion. Dans un quadrilobe apparait le Christ, portant une grande couronne en partie brisée, les yeux fermés, la tête penchée sur l'épaule droite. À l'extérieur du cercle, deux anges apparaissent dans les écoinçons supérieurs. Sous des arcatures, la Vierge, les mains jointes, et saint Jean tenant le Livre, entourent le Christ.
À l'intérieur de l'église, se trouvent deux statues, de simple facture, du XVe ou du XVIe siècle représentant saint Christophe et saint Louis (ou peut-être saint Cloud).
L'édifice est inscrit en totalité au titre des monuments historiques par arrêté du 24 décembre 1925.